# Tatiana Boulanova
 (mars 2016).
Tatiana Ivanovna Boulanova (russe : Татьяна Ивановна Буланова) est une chanteuse russe née le 6 mars 1969 à Leningrad, Russie.
Elle chante des chansons romantiques et mélancoliques, et des remix techno.

## Biographie
Tatiana Boulanova a épousé le joueur de football russe, Vladislav Radimov (russe : Владислав Радимов), et se concentre actuellement sur sa propre famille. Elle participe en général à des shows d’ensemble, plutôt qu'à des concerts en solo.

## Discographie
1. 25 гвоздик "25 œillets" — 1990 (album 1)
2. Не плачь "Ne pleure pas" — 1991 (album 2)
3. Старшая сестра "La sœur aînée" — 1992 (album 3)
4. Баллады "Les ballades" — 1993 (compilation)
5. Странная встреча "Un rendez-vous étrange" — 1993 (album 4)
6. Измена "La trahison" — 1994 (album 5)
7. Я сведу тебя с ума — "Je te rends fou" 1995 (compilation)
8. Cкоро боль пройдёт — "La douleur passera bientôt" 1995 (compilation)
9. Обратный билет "Le billet aller-retour" — 1995 (album 6)
10. Моё русское сердце "Mon cœur russe" — 1996 (album 7)
11. Стерпится-слюбится "Le temps fait des merveilles" — 1997 (album 8)
12. Женское сердце "Le cœur féminin" — 1998 (album 9)
13. Стая "La volée" — 1999 (album 10)
14. Мой сон "Mon rêve" — 2000 (album 11)
15. День рождения "L'anniversaire" — 2001 (album 12)
16. Летний сон "Le sommeil d'été" — 2001 (album 11 + remix)
17. Золото любви "L'or d'amour" — 2001 (album 13)
18. Красное на белом "Le rouge sur le blanc" — 2002 (album 14)
19. Это игра "C'est un jeu" — 2002 (album 15)
20. Любовь "L'amour" — 2003 (album 16)
21. Белая черёмуха "Le cerisier à grappes blanc" — 2004 (album 17)
22. Летела душа "Laisse mon âme voler" — 2005 (album 18)
23. Люблю и скучаю "J'aime et désire" — 2007 (album 19)